# Ільмова падь
Ільмова падь (Ільмова долина) — найбільший комплекс хуннських поховань II—I ст. до н. е., розташований на схід від села Усть-Кяхта Кяхтинського району Республіки Бурятія, на схід від федеральної автомагістралі А340 (Кяхтинський тракт), за 23 км на північ від міста Кяхта й 212 км на південь від міста Улан-Уде.
Вперше могильник досліджено в 1896 — 1897 роках антропологом й етнографом Ю. Д. Талько-Гринцевичем. Близько 320 поховальних споруд у вигляді викладок з каменю (за конфігурацією наближені до квадрата) з дромосом з південного боку. Обряд поховання підтверджує дані ханьських хронік про те, що хунни ховали померлих в подвійних дерев'яних трунах. Поряд з могилами рядового населення розкопані монументальні поховання представників знаті. Знайдені тут залишки шовкових тканин, дзеркала та інші китайські вироби свідчать про зв'язки хуннів зі стародавнім Китаєм.

## Могильники комплексу «Ільмова падь»
Ільмова падь I — могильник (залізної доби). Розташований на відстані 8,5 км на схід від села Усть-Кяхта, 23 км на північ від міста Кяхта й 1,5-2 км від Кяхтінського тракту. Поховання займає північний, вкритий лісом, пологий схил долини, загальною площею 2 км. Налічується близько 320 могил різної конфігурації і розмірів. Царські кургани мають невисокі насипи, діаметром від 20 до 30 м; рядові — від 3 до 5 м з западинами в центрі. До царських курганів з півдня примикає довгий вузький кам'яний шлейф, по краю якого виступають кам'яні огорожі.
Могильник датується I ст. н. е., відкритий Ю. Д. Талько-Гринцевичем в 1896 році. Ним було розкопано 33 могили. У 1928—1929 роках Г. П. Сосновський розкопав 11 могил; в 1950 році О. П. Окладников склав план поховань; в 1967—1972 і 1974—1976 роках дослідження проводив П. Б. Коновалов — розкопано 14 могил; в 1994—1996 роках роботи проводилися експедицією Інституту монголознавства, буддології й тибетології СВ РАН (кер. С. В. Данилов) по музеєфікації царських курганів і пам'ятки в цілому. З 1999 року до вивчення могильника приступає Байкальська експедиція під керівництвом Б. Б. Дашібалова. У 1999—2001 роках в тих місцях була проведена інструментальна зйомка.
Колекції зберігаються в Кяхтінському краєзнавчому музеї ім. Обручева, Музеї БНЦ СВ РАН, ІМБТ СВ РАН.
Ільмова падь II (Хана-Шулуун) — могильник (бронзової доби). Знаходиться на відстані 7,5-8 км на південний схід від села Усть-Кяхта під скелею з петрогліфами, в 0,25 км на схід від Кяхтінського тракту. Зафіксовано 15 плитових могил, 4 з яких зруйновані, 1 керексур з діаметром кургану 10-11 м, кругла огорожа. На окремих каменях проглядаються зображення, подібні зображенням письма.
Відкрито в 1950 році Р. Ф. Тугутовим. У тому ж році О. П. Окладниковим розкопаний керексур. Окладников, 1950; Ташак, 1995.
Ільмова падь III (Капчеранка) — могильник (середньовіччя). Знаходиться на відстані 8 км на південний схід від села Усть-Кяхта й 1 км на схід від Кяхтінського тракту. Зафіксовано близько 50 могил, викладених на поверхні кам'яними кладками. Знахідки: уламки ножиць, дужка з товстої пластини, фрагменти неорнаментованої кераміки, берест, уламки залізних предметів, бронзова серцеподібна бляшка, клиноподібний кельт, уламки наконечників стріл, уламки бронзового дзеркала з ієрогліфами, намиста, залишки одягу з тканини.
На даний час зафіксовано кілька курганних кладок епохи середньовіччя (VIII—XI століть). Західна частина могильника повністю розорана.
Відкрито Г. П. Сосновським в 1928 році. У тому ж році А. М. Виноградова та С. А. Успенський розкопали 18 могил, в 1929 році Сосновський — 3 могили.
Колекції зберігаються в Ермітажі, № 395 / 1-104, 1549 / 1-9. Сосновський, 1929, 1933; Ташак, 1995.

## посилання
- Відео-інтерв'ю Сергія Міняєва про хуннські пам'ятки в Бурятії [Архівовано 29 вересня 2016 у Wayback Machine.]
- Ільмова падь — стаття з БСЭ
- Ільмова падь — стаття з Советской исторической энциклопедии
- Інвестиційний паспорт Республіки Бурятія [Архівовано 19 березня 2016 у Wayback Machine.]
- Туризм і відпочинок в Бурятії
- Могильний комплекс Ільмова падь [Архівовано 21 вересня 2020 у Wayback Machine.] // Сибірський туристичний довідник